# کورتاکتین
کورتاکتین (انگلیسی: Cortactin) که مخفف‌شدهٔ دو واژهٔ نخست از عبارتِ «"'cortical actin' binding protein"» یا «پروتئین متصل‌شونده به اکتینِ کورتیکال» است و به‌اختصار «CTTN» هم نامیده می‌شود، یک پروتئین مونومریک است که در سیتوپلاسم سلول‌ها واقع شده‌است و توسط سیگنال‌های خارجی قابل تحریک است تا بدین‌وسیله پلیمریزاسیون و بازچینیِ اکتین موجود در چارچوب سلول صورت پذیرد؛ به‌ویژه اکتینِ کورتکس در محیط سلول‌ها.
این پروتئین در تمامی انواع سلول‌ها یافت می‌شود و در ساختِ «پای‌لایه»، تشکیل «اینوادوپودیا»، «کوچ سلولی» و «اِندوسیتوز» نقش دارد.